# Municipalité (Bolivie)
Pour les articles homonymes, voir Municipalité et Municipio.

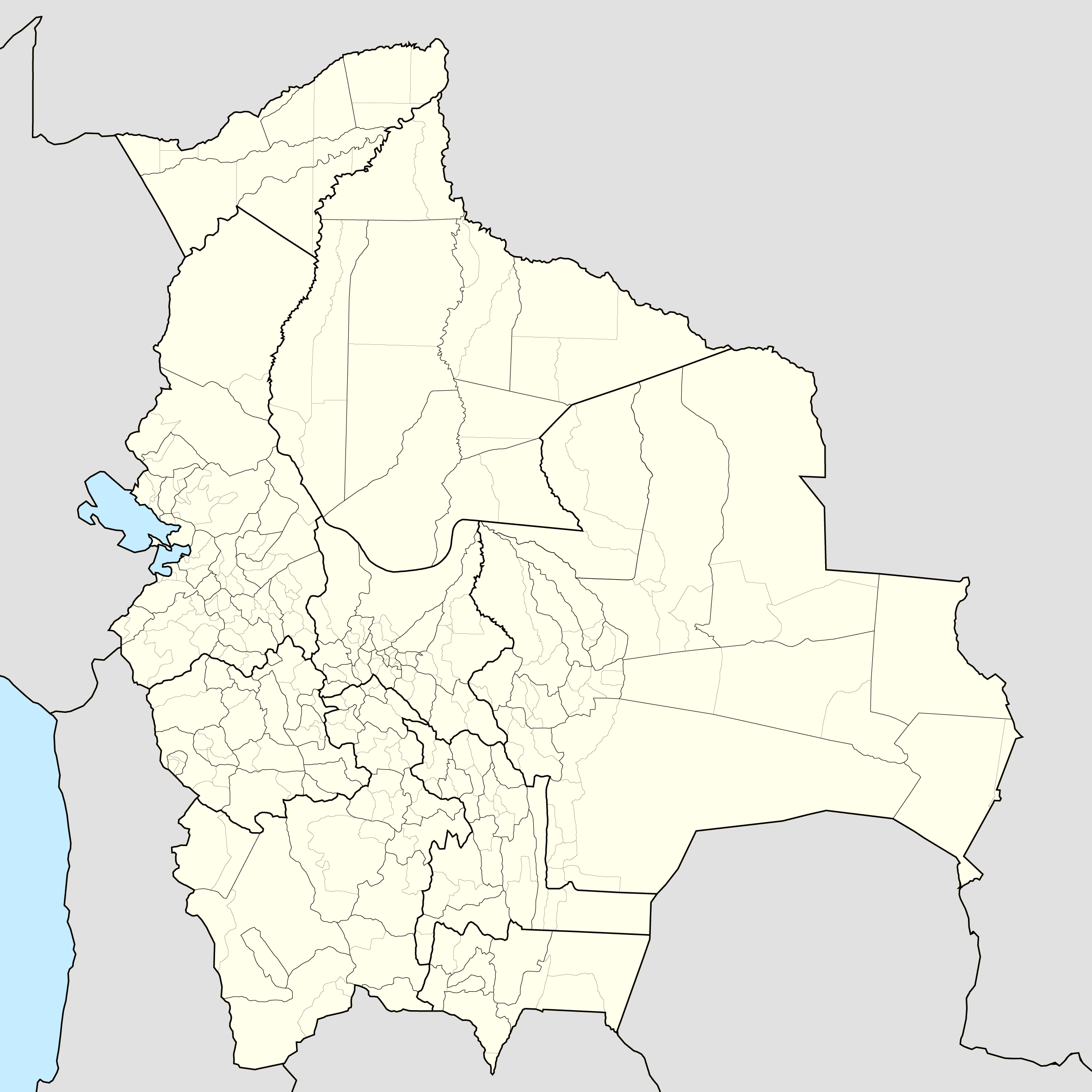
Carte des municipalités boliviennes

La municipalité (en espagnol : municipio) est le troisième ordre de divisions administratives en Bolivie, après les départements et les provinces. À l'instar de l'État bolivien et des départements, les municipalités peuvent bénéficier de dirigeants élus. Certaines provinces n'ont qu'une seule municipalité dans leur territoire, dans ces cas, le territoire de la municipalité est exactement le même que celui de la province dans laquelle elle est incluse. Il s'y compte plus de 300 municipalités boliviennes.  
Les municipalités boliviennes doivent être distinguées des villes au sens littéral. Elles constituent des entités administratives dont l'étendue géographique peut être relativement grande. Ces municipalités peuvent donc comprendre des noyaux urbanisés (villes ou villages) dispersés au sein de leur territoire. Il est fréquent que le noyau urbanisé d'importance ait le même nom que celui de la municipalité, il peut ainsi en constituer le chef-lieu ou le siège de l'administration municipale.   